# Hijo

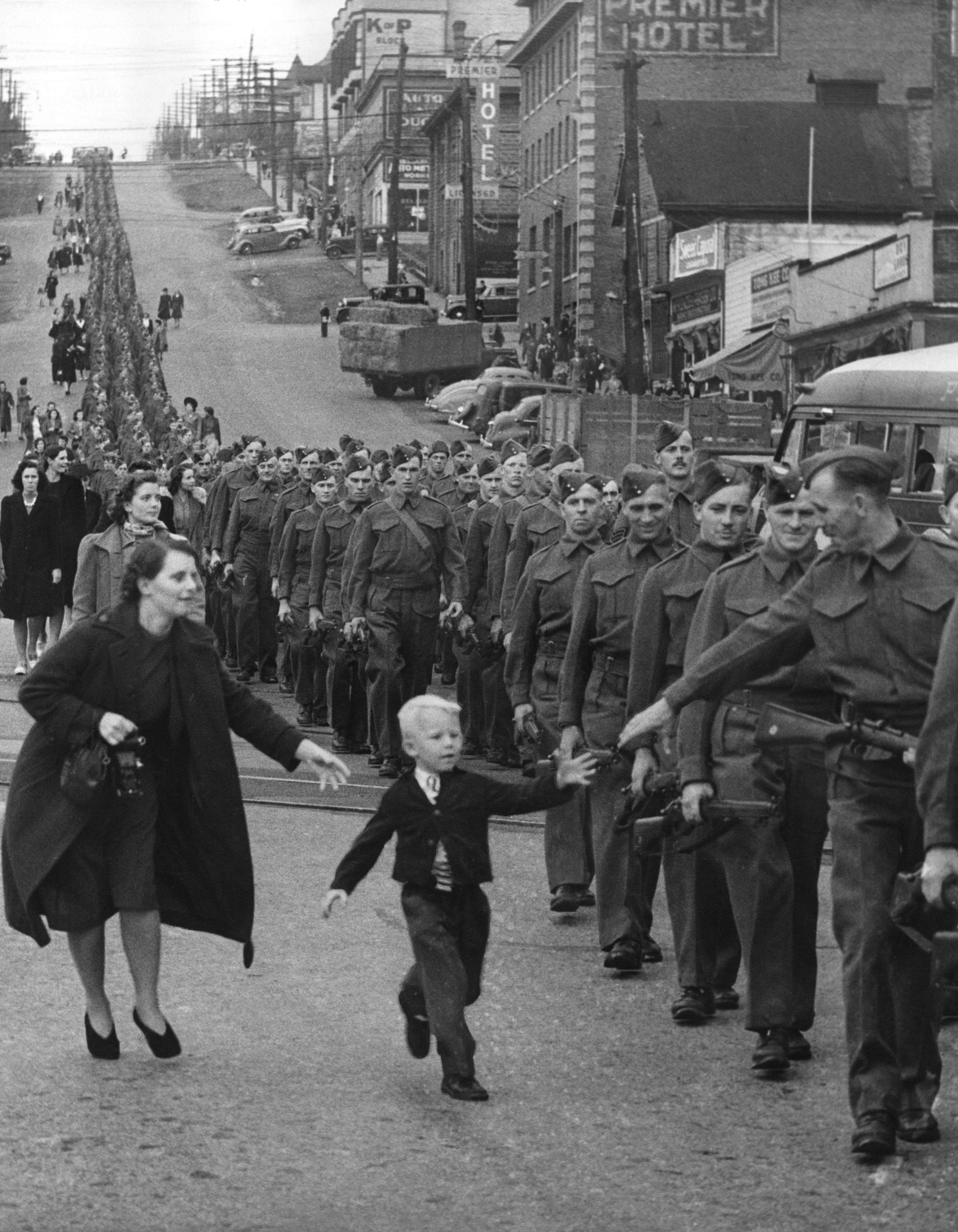
Wait For Me, Daddy (Espérame, papá) de Claud Detloff (1940). Una de las fotografías más famosas de la Segunda Guerra Mundial.

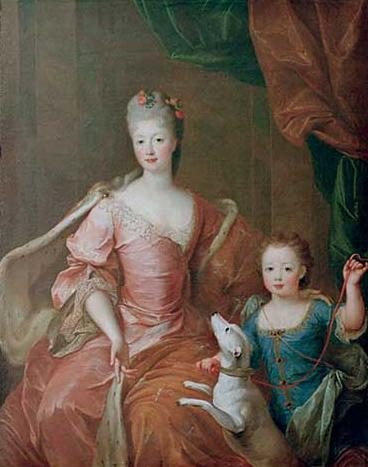
Isabel Carlota de Borbón-Orleans y su hijo, Luis de Lorena, heredero al trono del Ducado de Lorena (c. 1706), de Pierre Gobert.

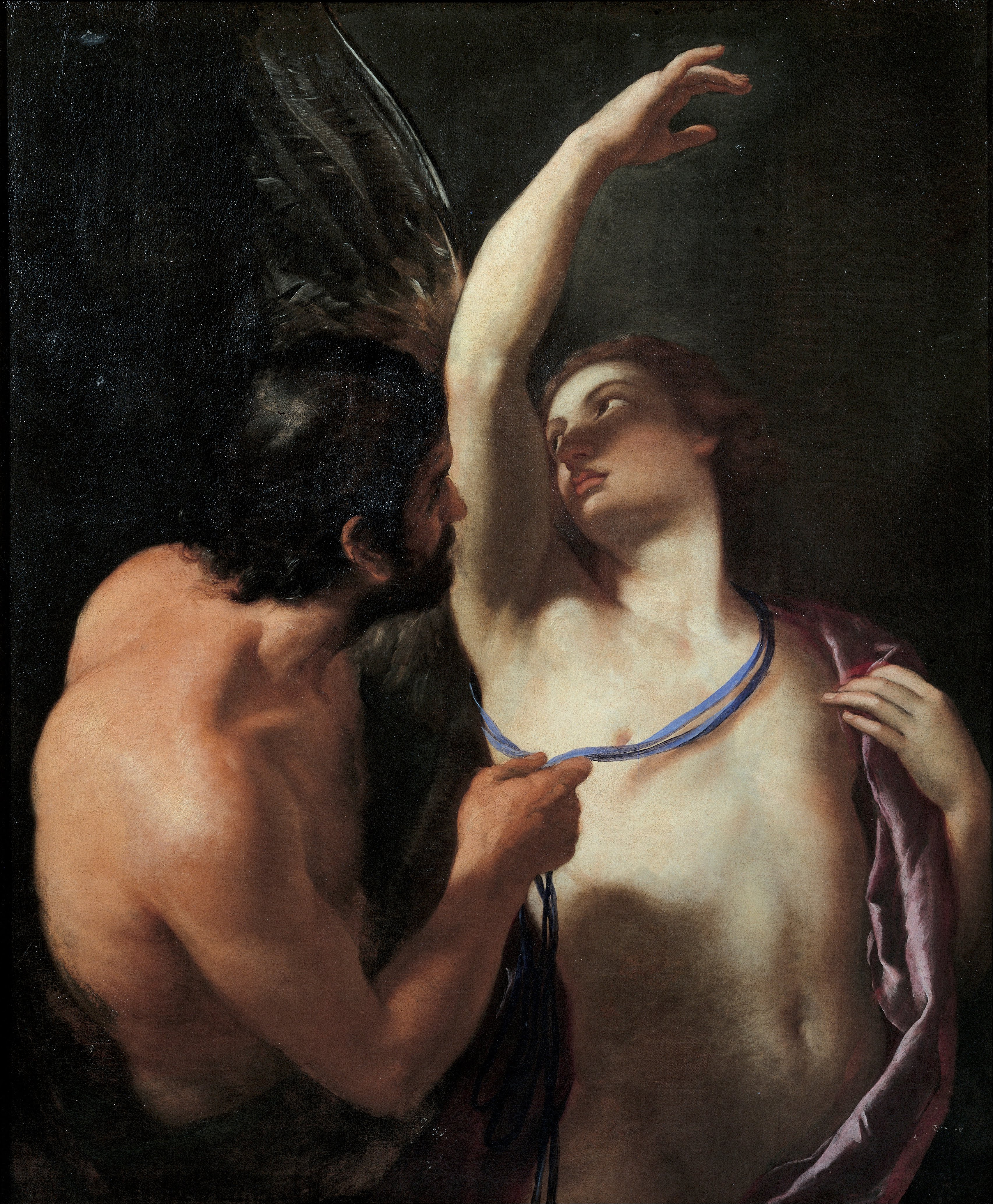
Dédalo y su hijo, Ícaro, de Andrea Sacchi.

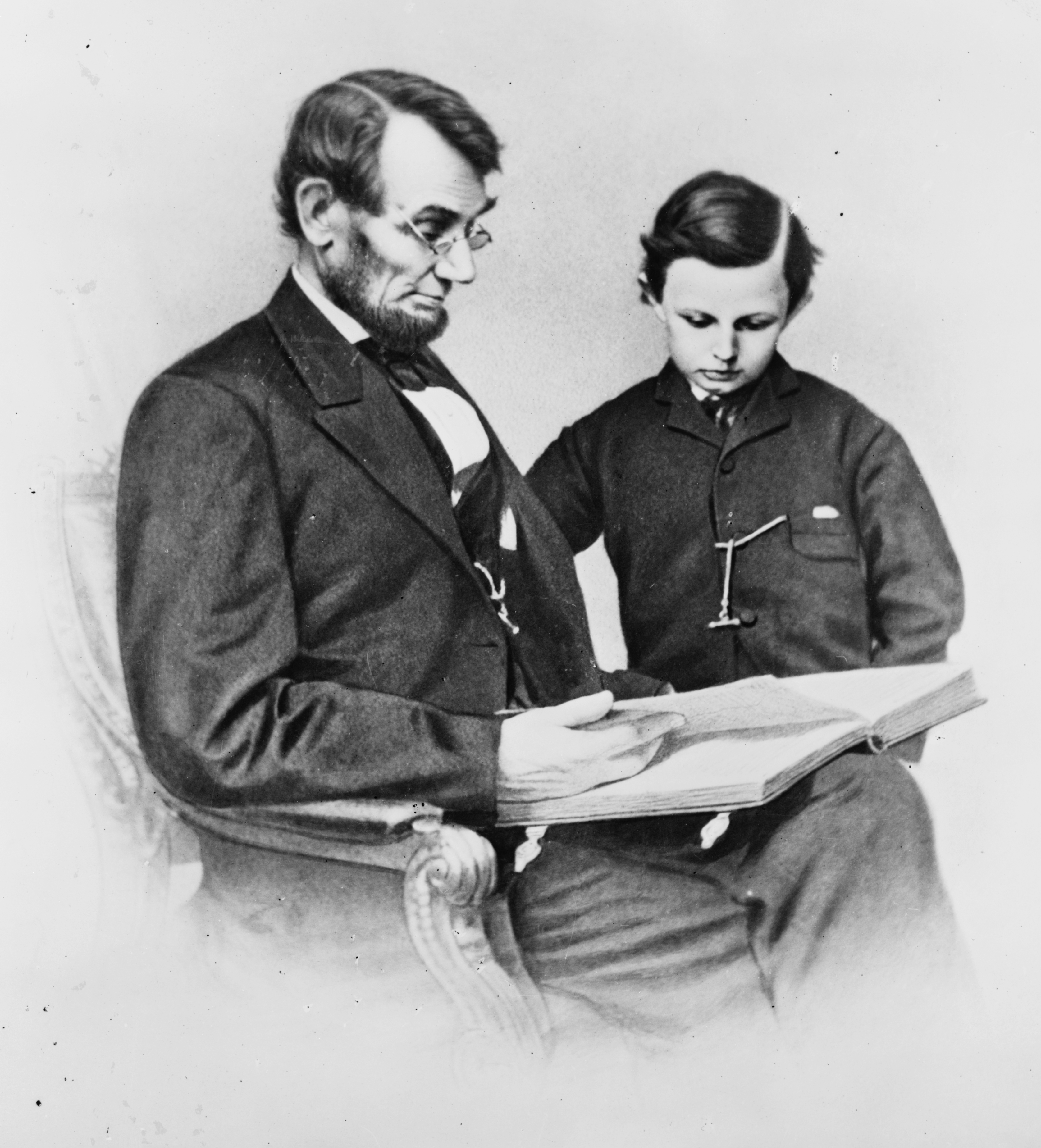
Abraham Lincoln y su hijo, Thomas (Tad) Lincoln, en 1864 viendo un álbum de fotografías.

Un hijo (del latín filius) o una hija es el descendente directo de una persona (en ocasiones se aplica también a animales no humanos). Los hijos pueden ser biológicos o fruto de la adopción. Si hay más de un hijo en la misma familia, se denominan hermanos entre ellos.
En algunas poblaciones, es la máxima distinción honorífica que se puede otorgar a sus conciudadanos. Dependiendo de si se otorga a una persona natural o no de la localidad, el título se denomina «hijo predilecto» o «hijo adoptivo». Normalmente, a ambos se les confiere el mismo rango.

## Contexto social
En muchas sociedades preindustriales y en algunos países actualmente con una economía basada en la agricultura, se asignaba —y todavía hoy en día— un valor más alto a los hijos más que a las hijas, teniendo estos un estatus social mayor.
En las sociedades que practican la primogenitura, los hijos acostumbran a heredar antes que las hijas.

## Usos particulares del término «hijo»
También se usa el vocablo «hijo» en otros contextos. Por ejemplo, una persona respecto a su país o su ciudad natal, una obra producto del ingenio o como expresión de afecto entre personas que se estiman mucho.

### Símbolo religioso
En el cristianismo, «el Hijo» hace referencia a Cristo, por ser «Hijo de Dios».

### El hijo pródigo
Se denomina así al hijo que vuelve al hogar paterno, tras haberla abandonado durante un tiempo tratando de independizarse.

### Honores y distinciones
En algunas poblaciones otorgan como máxima distinción de honor y distinción el título de «Hijo Predilecto» o «Hijo adoptivo» dependiendo si el agraciado es natural o no de la población.

### Presencia en los apellidos
En muchas culturas, el apellido de la familia tiene el significado de «hijo de», que indica parentesco.
- En árabe: ibn. Ejemplo: "Ibn Sina" (hijo de Sina), "Ibn Khaldun" (hijo de Khaldun).
- En danés:  -sen. Ejemplo: "Henriksen" (hijo de Henrik), "Jensen" (hijo de Jens), "Andersen" (hijo de Anders).
- En español: -ez. Ejemplo: "González" (hijo de Gonzalo), "Enríquez" (hijo de Enrique), "Fernández" (hijo de Fernando), "López" (hijo de Lope), "Rodríguez" (hijo de Rodrigo).[6]
- En inglés: -son. Ejemplo: "Jefferson" (hijo de Jeffrey), "Wilson" (hijo de William), "Edson" (hijo de Edward).
- En irlandés o gaélico escocés:  Mac-. Ejemplo: "MacThomas" (hijo de Thomas), "MacDomhnall" (hijo de Donald), "MacLean" (hijo de Lean).
- En neerlandés: -zoon. Ejemplo: "Janszoon" (hijo de Jans).
- En noruego:  -son. Ejemplo: "Magnusson" (hijo de Magnus); "Sigurdsson" (hijo de Sigurd), "Odinson" (hijo de Odin) y  -sen. Ejemplo: "Henriksen" (hijo de Henrik), "Ambjørnsen" (hijo de Ambjørn), "Christensen" (hijo de Christen), etc.
- En persa: -pur (-pour) o -zadeh (-zadé). Ejemplo: "Amanpour", "Mohammadizadeh".
- En portugués: -es. Ejemplo: "Gonçalves" (hijo de Gonçalo), "Henriques" (hijo de Henrique), "Fernandes" (hijo de Fernando), etc.